# Stigsnæs
Stigsnæs är en halvö i Danmark.   Den ligger i Slagelse kommun i Region Själland, i den sydöstra delen av landet, 100 km sydväst om Köpenhamn.